# Degna di Roma
Degna (... – Roma, ...) è stata una cristiana che morì martire a Roma ed è venerata come santa dalla Chiesa cattolica.

## Agiografia
Quasi nulla si conosce di questa martire cristiana. Avrebbe subito il martirio con la compagna di fede Merita, ma i loro nomi sembrano ricavati dalla fede popolari sulla base di iscrizioni funerarie romane.
I loro corpi e le rispettive lapidi furono infatti recuperate nelle catacombe di Commodilla senza altra indicazione sulle loro vicende terrene. I suoi resti insieme a quelli di Merita vennero traslati nella chiesa di San Marcello al Corso durante il pontificato di papa Paolo I.

## Culto
La santa non è ascritta nell'attuale Martirologio romano (ed. 2004).
A Roma, nella chiesa di San Marcello al Corso, nella seconda cappella a destra dell'ingresso, si può ammirare il dipinto ad olio che ritrae il Martirio di santa Degna e di santa Merita.